# Dmïtrïý Şomko
Dmïtrïý Andreyevïç Şomko (in kazako Дмитрий Андреевич Шомко?; Ekibastuz, 19 marzo 1990) è un calciatore kazako, difensore dell'Aqtöbe.

## Carriera

### Club
Fa il suo esordio nel 2005, a quindici anni, con la maglia del Batır. Dopo altri due anni di militanza, nel corso della stagione 2007 passa all'Ekibastuz. Nel 2008 passa all'Energetik Pavlodar, ma è nel 2009 che c'è la svolta per la sua carriera: viene acquistato dall'Ertis, società di massima serie Kazaka, con la quale esordisce nei preliminari di Europa League. Dopo una breve parentesi, nel 2011, all'Astana, torna all'Ertis rimanendovi fino al 2013.
L'anno successivo, passa nuovamente all'Astana, giocandovi fino al 2020. Nel corso della sua esperienza all'Astana, ha collezionato oltre 250 presenze, segnando dodici reti.
Nel 2021, si trasferisce in Russia, firmando per il Rotor, formazione della massima serie.

### Nazionale
Dopo aver giocato con la formazione kazaka under-21, nel 2011 esordisce con la nazionale maggiore.

## Palmarès

### Club

#### Competizioni nazionali
- Qazаqstan Prem'er Ligasy: 6

Astana: 2014, 2015, 2016, 2017, 2018, 2019
- Supercoppa del Kazakistan: 5

Astana: 2011, 2015, 2018, 2019, 2020
- Coppa del Kazakistan: 1

Astana: 2016